# Leioproctus confusus
Leioproctus confusus är en biart som beskrevs av Cockerell 1904. Leioproctus confusus ingår i släktet Leioproctus och familjen korttungebin. Inga underarter finns listade i Catalogue of Life.

## Bildgalleri

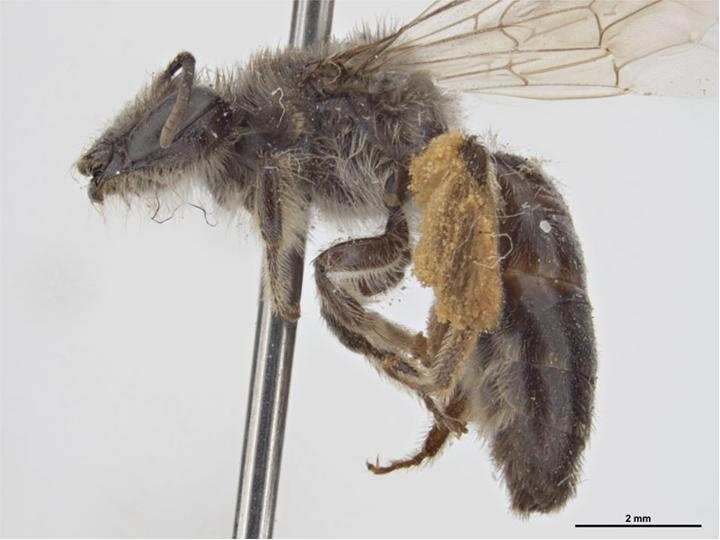